# Norberto de Noah
Norberto Echuaca Noah-James, más conocido como Norberto de Noah, es un músico, compositor, show-man, actor y productor.

## Biografía
Nació en Malabo, Fernando Poo, Guinea Ecuatorial. De 1985 a 1989 estudió Arte Dramático y Danza en la Real Escuela Superior de Arte Dramático bajo la dirección de José Luis Alonso de Santos. 
En 1988, participó en el macroconcierto «España por África» en el que intervienen también Los Secretos, Vicky Larraz y Barry White. y el año siguiente en la edición de Iberpop-89, con su banda Noah and the Spanglish Philosophy.
En 2010, su canción «Mulatta walking Gran Vía» fue incluida en la banda sonora del Centenario de la Gran Vía de Madrid de RTVE.

## Discografía
- Body Talk
- Nohkis
- The Böhobe Spirits Music
- Tarzán Wuawuanko in Plaza Castilla
- The Spanish Black Boy (1990)[5]
- Kunta Kinte: De profesión semental
- Macho Ibérico